# Van de Bunt Adviseurs
Van de Bunt Adviseurs is een organisatieadviesbureau voor strategie, organisatie en management gevestigd in Amsterdam, en een van de oudste nog zelfstandig opererende organisatieadviesbureaus in Nederland. Het adviesbureau heeft tegenwoordig zo'n 40 medewerkers en wordt hiermee gerekend tot de middelgrote organisatieadviesbureaus in Nederland.

## Historie

### Oprichting

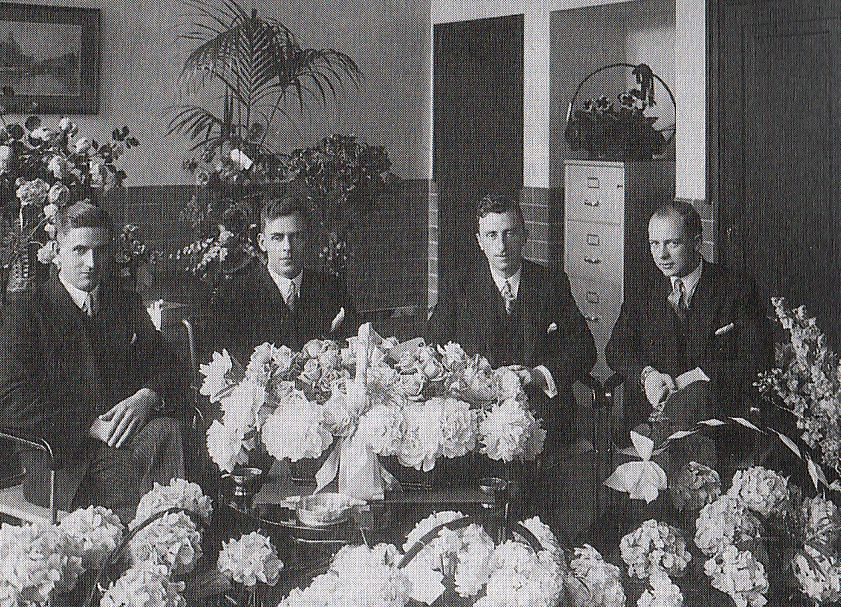
De oprichters van het Raadgevend Kantoor voor Organisatie en Efficiency.

Van de Bunt Adviseurs werd in 1933 opgericht door ingenieur H. van de Bunt, accountant R.W. Starreveld, P.A.H. van Delft en K. Mallée onder de naam Raadgevend Kantoor voor Organisatie en Efficiency. De eerste drie werkte daarvoor bij de Nederlandse vestiging van de Burroughs Corporation, een Amerikaanse fabrikant van kantoorapparatuur en later computers. Het nieuwe bureau stelde zich ten doel met name bedrijven en accountants te adviseren over administratieve methoden en technieken. Starreveld schreef hierover:
Organisatie-arbeid vraagt naast een grondige kennis van het te organiseren bedrijf een uitgebreide kennis van organisatie-middelen. Samenwerking van de interne bedrijfs- resp. administratieleider met een externe deskundige zal daarom in vele gevallen gewenst zijn.
Als externe organisatie-deskundigen treft men op het ogenblik drie categorieën personen aan:
a. Accountants
b. Ingenieurs
c. Handelaren in machines en systemen
De Burroughs Corporation was een voorbeeld van zo'n handelaar in administratieve machines en systemen, die naast de machineverkoop adviezen gaf over de (her)inrichting van de (kantoor)organisatie. Starreveld en zijn compagnons waren van mening, dat de accountants, ingenieurs en handelaren ieder voor zich een te eenzijdige kijk hadden, en dat juist de combinatie een meerwaarde gaf. Hiermee waren zij in Nederland het eerste bureau werkzaam over de grenzen van de ingenieursstroming en accountancystroming in het organisatieadviesvak.

### Beginjaren
Het bureau vestigde zich in de Paleisstraat in Amsterdam. Onder de eerste opdrachtgevers waren de bank Pierson de supermarktketen Simon de Wit en de drukkerij De Boer (een zeer grote rotatiedrukkerij, nu Plantijn Casparie en Roto Smeets geheten). In een promotiecampagne in 1939 presenteerde ze het bedrijf als:
Raadgevend Kantoor voor Organisatie en Efficiency belast zich met het verstrekken van administratieve, organisatorische en bedrijfseconomische adviezen en belast zich met het ontwerpen en uitvoeren van reorganisatie-plannen.
De activiteiten van het bureau bestonden onder andere uit:
- Het verstrekken van advies ten aanzien van organisatorische en bedrijfseconomische problemen
- Het verrichten van onderzoek naar de mogelijkheden tot verhoging van de efficiency van administratie en productie
- Het beoordelen van de doelmatigheid van kantoormachines
- Het invoeren van moderne arbeidsmethoden
- Het leiden van organisatie- en reorganisatiewerkzaamheden

Twee jaar na de oprichting in 1935 was het bureau begonnen met de jaarlijks uitgave van De Kantoormachinegids, waarin bedrijven geadviseerd werden over de aankoop van kantoormachines en aanverwante zaken. Deze kantoorgids bleek in een enorme behoefte te voorzien en werd zowel nationaal als internationaal een groot succes. In de jaren vijftig verscheen de gids vertaald in zo'n 25 landen, en in de jaren zestig de gids verzelfstandigd. In 1940 was het bureau van Starreveld en Van de Bunt een van de negen oprichters van de Orde van organisatiekundigen en -adviseurs.

### Verdere ontwikkeling
In 1950 trad Starreveld uit het kantoor en werd vennoot bij het accountantskantoor Klijnveld, Kraayenhof & Co, dat zou uitgroeien tot KPMG. In dat jaar zette Van de Bunt het adviesbureau onder eigen naam voort, en twee jaar later werd dit Van de Bunt & Co Raadgevend Kantoor voor Organisatie en Efficiency. Nadat Van de Bunt in 1960 uit het adviesbureau trad werd de naam Van Bunt & Co, Organisatie-adviseurs.
In 1968 begeleidde Van de Bunt het fusieproces van Het Parool met de concurrent de Volkskrant tot het bedrijf de Perscombinatie, waarbinnen Het Parool aanvankelijk de toonaangevende krant was. Verder in de jaren zestig waren onder de druk van schaalvergroting, internationalisering en toenemende Amerikaanse concurrentie oriënterende fusiebesprekingen met bureaus RAET, Raadgevend Bureau Zuidema en Twynstra Gudde. In de jaren tachtig kwam met de opkomst van de personal computer op kantoor de focus te liggen op "informatisering, het commercieel en marktgericht maken van organisaties, financieel management en overheid/privatisering".
In de jaren negentig is het adviesbureau Van de Bunt, Adviseurs voor Organisatie en Beleid genoemd. In de jaren 2006–2010 onderkent Van de Bunt een schaduwzijde van de afgelopen crisis. Ze stellen hierover:
De schaduwzijde van marktwerking in de zorg manifesteert zich, maar ook de schaduwzijde van organisaties in het algemeen: zelfs zeer grote gerenommeerde bedrijven blijken out of control. Het leidt tot schrik en maatschappelijke verontwaardiging, tot majeure uitdagingen en ingrijpende ombuigingen. Er is een roep om nieuw leiderschap, meer transparantie, naar schaalverkleining in plaats van -vergroting. Markten veranderen in rap tempo en ook de overheid reageert op alle niveaus.
Meer recentelijk is de naam geworden tot Van de Bunt Adviseurs.